# Казак-Мирза-Юрт
Казак-Мирза-Юрт — исчезнувшее село, располагалось на территории современного Хасавюртовского района Дагестана.

## География
Располагалось на левом берегу реки Ярыксу, к югу от села Кандаураул, к северо-востоку от города Хасавюрт.

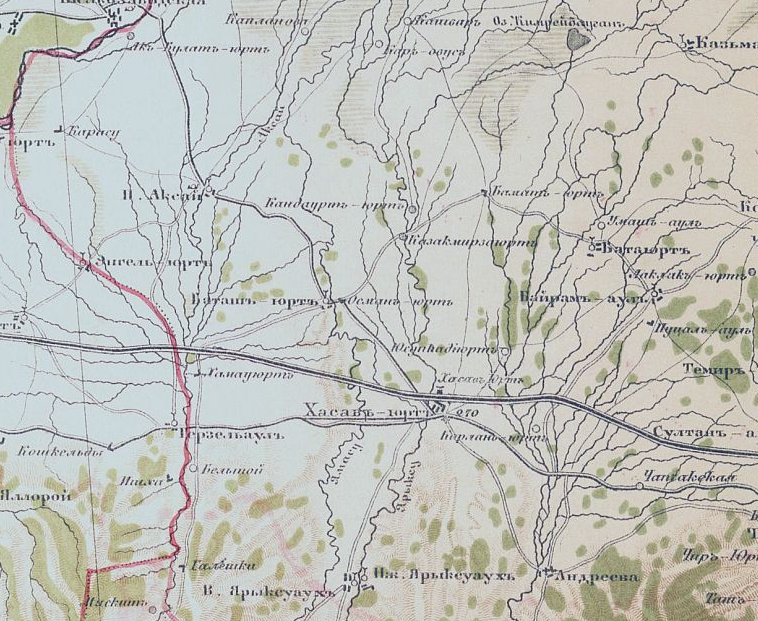
Казакмирзаюрт на карте Кавказа, 1896 г.

## История
По приказу генерала А. П. Ермолова в 1818 году жители чеченского села Казах-Мирза-Юрт были выселены и под конвоем препровождены до «чеченской границы».
23 мая 1842 г. подверглось нападению со стороны «немирных чеченцев». При отражении нападения особенно отличился генерал от кавалерии А. И. Арнольди.
В 1874 г. аул Казак-Мурза-Юрт входил в состав 2-го участка Хасавюртовского округа, состоял из 9 дворов в которых проживало 58 человек (34 мужчины и 24 женщины), основное население — кумыки.
Последний раз упоминается в 1914 г. По данным Списка населённых мест Терской области на 1-е июля 1914 г. хутор Казак-Мирза-юрт входил в состав Бата-Юртовского сельского правления Хасав-Юртовского округа. В нём насчитывалось 40 дворов (количество населения не указано). Хутор располагал земельным наделом в 869 десятин, в том числе удобной земли 700 и леса 100.